# Charstnica
Die Charstnica (deutsch Karstnitz-Bach, kaschubisch Charztnica) ist ein kleiner Fluss im Nordwesten der polnischen Woiwodschaft Pommern innerhalb des Kreises Słupsk (Stolp).
Die Charstnica entspringt südöstlich von Słupsk im Norden des Dorfes Warblewo (Warbelow) und fließt in nordöstlicher Richtung, bis sie bei Damno in die Łupawa (Lupow) mündet. Auf einer Länge von zehn Kilometern durchfließt sie die Gemeindegebiete der Gmina Słupsk (Landgemeinde Stolp) und Damnica (Hebrondamnitz).

## Belege
1. ↑  Ramowa Dyrektywa Wodna. DORZECZE WISŁY. Krajowy Zarząd Gospodarki Wodnej, archiviert vom Original (nicht mehr online verfügbar) am 26. Dezember 2015; abgerufen am 26. Dezember 2015 (polnisch).  Info: Der Archivlink wurde automatisch eingesetzt und noch nicht geprüft. Bitte prüfe Original- und Archivlink gemäß Anleitung und entferne dann diesen Hinweis.